# Frenzy BSD
Pour les articles homonymes, voir Frenzy (homonymie).
Frenzy est un live CD basé sur FreeBSD, qui sert de couteau suisse de l'administrateur système. Il contient essentiellement des logiciels destinés aux tests du matériel et des systèmes de fichiers, aux contrôles de sécurité et aux réglages et analyses des fonctions réseau. La taille de l'image disque est de 200 Mo, elle est compatible avec un mini-CD de 8 cm.

## Description
(septembre 2012).
Contraintes matérielles
- processeur Pentium ou mieux.
- 32 Mo de mémoire vive.
- lecteur de CD-ROM bootable permettant de lire des CD ou mini-CD.
- le disque dur n'est pas nécessaire.

La version courante est basée sur FreeBSD 5.2.1-RELEASE. L'utilisation de la compression de données (geom_ugz) permet de faire tenir environ 600 Mo de données sur un CD de 200 Mo. La vitesse de chargement s'en trouve donc améliorée.
Au démarrage, Frenzy crée les disques nécessaires en mémoire vive, détecte automatiquement les partitions de disques durs présentes et les monte. Les formats UFS, FAT 16 et 32 bits, NTFS et ext2 sont supportés. Frenzy monte également, s'il en détecte une, la partition swap FreeBSD. Vous pouvez créer vous-même si nécessaire une partition de swap sur l'un des disques montés. La détection de la souris est automatique (PS/2, serial, USB).
Frenzy offre plus de 400 applications:
- Compilateurs C et nasm, interpréteurs Perl et Python
- Gestionnaires de fichiers deco, mc et xnc
- Éditeurs de texte parmi lesquels: joe, Vim et AbiWord
- Afficheurs et convertisseurs de fichiers texte, analyseurs de log
- Archiveurs, utilitaires système et fichiers
- Utilitaires de récupération de fichiers
- Outils pour disques durs
- Outils de diagnostic et d'information système
- Benchmarks utilitaires de test du matériel
- Antivirus (ClamAV, drweb) et outils de détection de rootkits
- Utilitaires de cryptage et de gestion de mots de passe
- Outils réseau (LAN, modem, dial-up, VPN, Wireless)
- Navigateurs Web, lecteurs de mail et news, clients ICQ et IRC
- Outils de calcul de réseau
- Moniteurs de trafic
- Proxy, redirection
- Prise de contrôle à distance (Telnet, SSH, RDP, VNC)
- Clients MySQL et PostgreSQL
- Serveur et client Samba
- Outils pour DNS, LDAP, SNMP, DHCP, ICMP, ARP et paquets IP
- Scanner de ports, de réseau et détection de service
- Sniffers, outils de détection d'intrusion
- Afficheurs d'images (GQView) et de fichiers PDF
- Video player (MPlayer)

X window n'est pas lancé automatiquement. Au premier lancement obtenu en utilisant "startx", la détection automatique de l'équipement vidéo est lancée. Vous pouvez également lancer le script d'autodétection manuellement si vous rencontrez quelques difficultés. Le gestionnaire de fenêtre par défaut est Fluxbox. Les fontes TTF sont présentes.
Des scripts permettent de régler de façon interactive certains paramètres liés à l'interface réseau (IP statique et DHCP) et au modem (PPP dialup). Vous avez la possibilité de sauvegarder les réglages système et les données sur une disquette, une clé USB ou le disque dur. Ces données seront restaurées automatiquement au boot suivant.
La distribution comporte l'essentiel de la documentation FreeBSD ainsi qu'une aide spécifique à Frenzy.

## Site de référence
- (mul) Site officiel, partiellement traduit en français. Une documentation en français est accessible à partir de la page d'accueil du site en français.
- (en) bsd software : des logiciels utilisables pour Frenzy BSD